# 식은 죽 먹기
《식은 죽 먹기》(영어: Duck Soup)는 1933년 개봉한 미국의 코미디 영화로, 막스 형제가 출연하며 리오 매케리가 감독을 맡았다. 1990년 미국 국립영화등기부에 등재되었다.

## 줄거리
부유한 미망인 글로리아 티즈데일은 재정적으로 어려움을 겪는 작은 나라 프리도니아에 2천만 달러를 기부해 달라는 요청을 받는다. 그녀는 루퍼스 T. 파이어플라이가 국가의 지도자로 임명되는 조건으로 이에 동의한다. 한편, 이웃 나라인 실바니아의 트렌티노 대사는 프리도니아를 합병하기 위해 혁명을 일으킬 계획을 꾸민다. 그는 두 명의 스파이인 치콜리니와 핑키를 프리도니아로 보내 파이어플라이에 대한 정보를 찾아내라고 지시한다. 실망스럽게도 치콜리니와 핑키는 엉뚱한 사람을 감시하게 되지만, 그는 그들에게 한 번 더 기회를 주기로 한다.
파이어플라이에 대한 정보를 수집하기 위해 치콜리니와 핑키는 땅콩 상인으로 위장하여 파이어플라이의 사무실 밖에 음식 카트를 세운다. 파이어플라이는 치콜리니를 프리도니아의 전쟁 장관으로 고용한다. 얼마 후, 파이어플라이의 비서 밥 롤랜드는 파이어플라이에게 이 계획에 대해 경고한다. 롤랜드는 파이어플라이에게 트렌티노를 모욕하여 그가 파이어플라이를 때리기를 바라며, 이는 파이어플라이에게 트렌티노를 국가에서 추방할 구실을 줄 것이라고 조언한다. 파이어플라이는 계획에 동의하지만, 트렌티노와 개인적인 모욕을 주고받은 후 파이어플라이가 대신 트렌티노를 때리면서 계획이 어긋난다. 이 사건은 두 나라를 전쟁 직전으로 몰고 간다. 한편, 파이어플라이와 트렌티노는 모두 티즈데일 부인의 사망한 남편의 재산에 각자의 손을 대기 위해 티즈데일 부인을 유혹하려 한다.
트렌티노는 실바니아 스파이 베라 마르살로부터 프리도니아의 전쟁 계획이 티즈데일 부인에게 있다는 것을 알게 되고, 베라에게 치콜리니와 핑키가 계획을 훔치는 것을 돕도록 지시한다. 치콜리니는 결국 파이어플라이에게 붙잡혀 재판에 회부되고, 그 과정에서 파이어플라이는 다시 트렌티노를 때린다. 이로 인해 트렌티노는 프리도니아에 전쟁을 선포하고, 흥분한 재판의 모든 사람들은 노래하고 춤추기 시작한다. 치콜리니와 핑키는 뒤이어 벌어지는 무정부적인 전투에서 파이어플라이와 롤랜드와 합류한다.
얼마 후, 프리도니아는 전쟁에서 지고 있었고, 일련의 폭력적인 사고 속에서 군 사기는 무너지고 있었다. 파이어플라이, 치콜리니, 핑키, 롤랜드, 티즈데일은 티즈데일의 은신처로 피신했고, 곧 트렌티노가 이끄는 실바니아 군대에 의해 점령된다. 프리도니아인들이 그를 알아보자, 그들은 그를 임시 차꼬에 묶어 과일을 던진다. 트렌티노는 항복하지만, 파이어플라이는 그에게 "과일이 떨어질 때까지" 차꼬에 있을 것이라고 말한다. 티즈데일 부인이 승리에 도취되어 프리도니아 국가를 부르기 시작하자, 네 남자는 대신 그녀에게 과일을 던지기 시작한다.

## 출연

### 주연
- 그라우초 막스
- 하포 막스
- 치코 막스
- 제포 막스

### 조연
- 마거릿 듀몬트
- 루이 캘헌
- 라켈 토레스
- 에드거 케네디
- 에드먼드 브리즈
- 찰스 미들턴
- 리어니드 킨스키

## 기타
- 미술: 한스 드라이어
- 미술: 와이어드 이넌